# Inodilator
Ein Inodilator (auch Inodilatator) ist eine pharmakologisch aktive Substanz, die sowohl die Kontraktionskraft des Herzens steigert (positiv inotrop) als auch gleichzeitig gefäßerweiternd (vasodilatatorisch) wirkt.
Die Wirkung beruht auf der Hemmung des Enzyms Phosphodiesterase-3 (Phosphodiesterase-3-Hemmer, z. B. Milrinon, Enoximon, Amrinon). Bei Stoffen aus der Gruppe der Calcium-Sensitizer  kommt zusätzlich eine Erhöhung der Empfindlichkeit (Sensitivität) von Herzmuskelzellen gegenüber Calciumionen (Levosimendan, Pimobendan) zum Tragen.
Inodilatoren sind als Arzneistoffe in der Behandlung der akuten schweren Herzinsuffizienz sehr wirksam, aufgrund ihrer erheblichen Nebenwirkungen jedoch nicht für eine Langzeittherapie geeignet.